# Pagyda
Pagyda är ett släkte av fjärilar. Pagyda ingår i familjen Crambidae.

## Bildgalleri

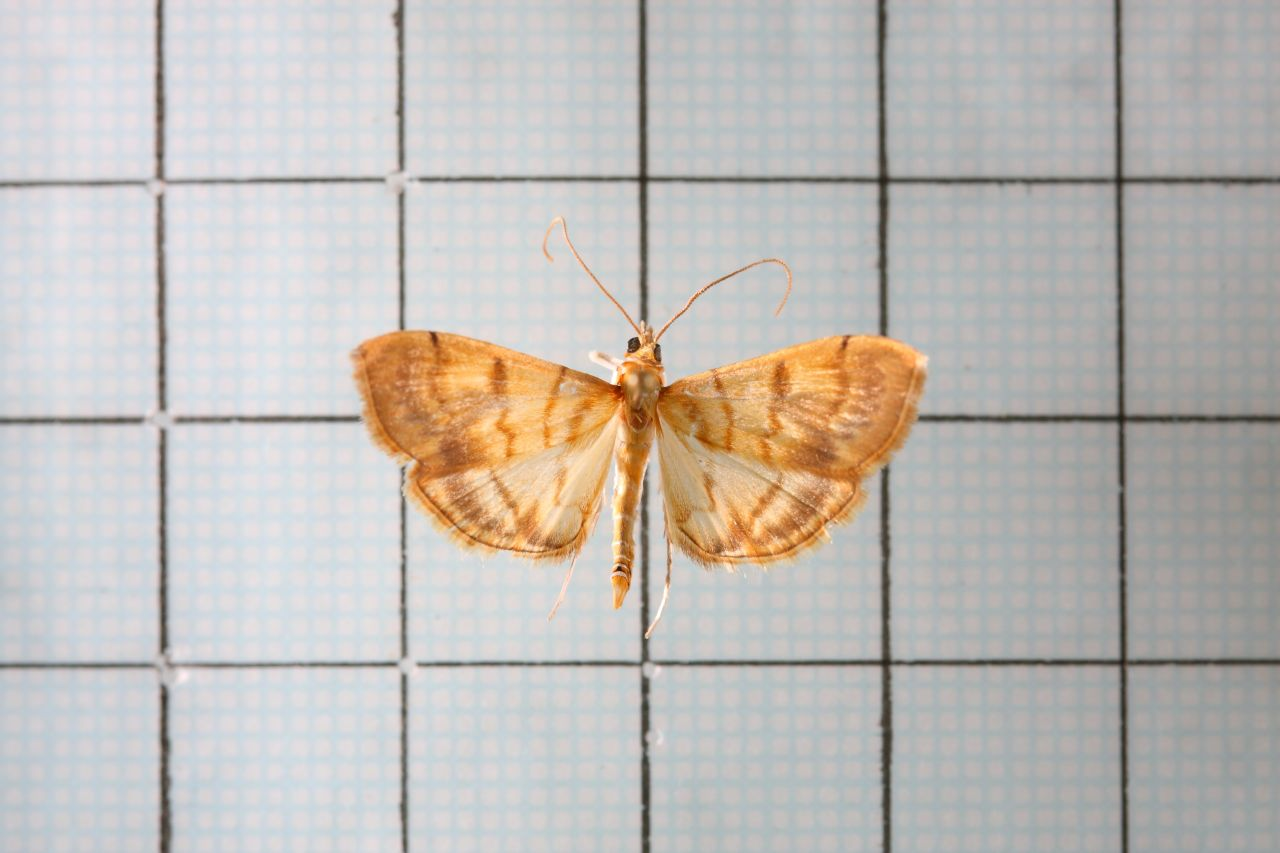
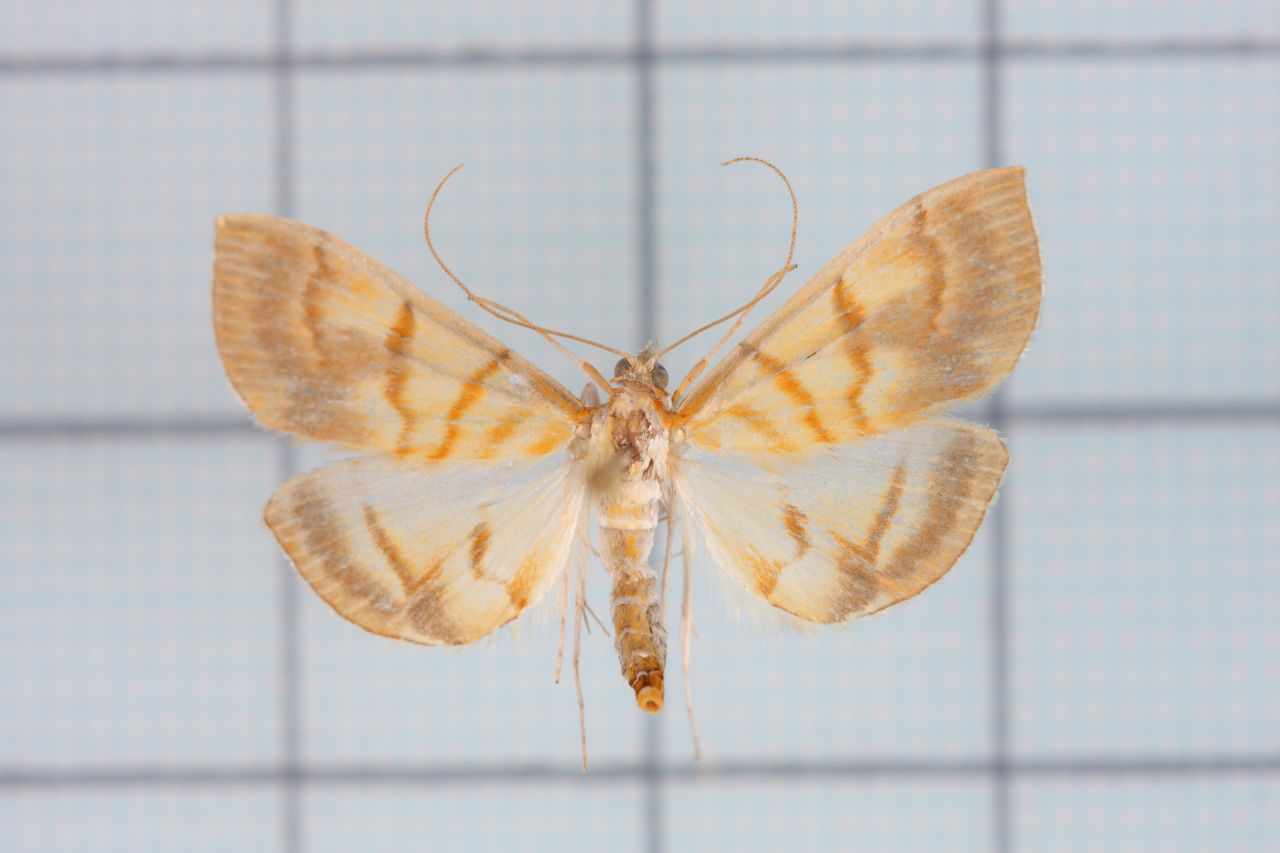

## Dottertaxa tillPagyda, i alfabetisk ordning[1]
- Pagyda amphisalis
- Pagyda arbiter
- Pagyda argyritis
- Pagyda atriplagiata
- Pagyda aurantialis
- Pagyda auroralis
- Pagyda botydalis
- Pagyda calida
- Pagyda callipona
- Pagyda citrinella
- Pagyda discolor
- Pagyda erythrias
- Pagyda exalbalis
- Pagyda fulvistriga
- Pagyda fumosa
- Pagyda furcatalis
- Pagyda griseotincta
- Pagyda hargreavesi
- Pagyda holonalis
- Pagyda lustralis
- Pagyda nebulosa
- Pagyda ochrealis
- Pagyda orthocrates
- Pagyda paraphragma
- Pagyda perlustralis
- Pagyda poesalis
- Pagyda praelatalis
- Pagyda pullalis
- Pagyda pulverulenta
- Pagyda quadrilineata
- Pagyda quinquelineata
- Pagyda retractilinea
- Pagyda rubricatalis
- Pagyda salvalis
- Pagyda schaliphora
- Pagyda sounanalis
- Pagyda straminealis
- Pagyda tenuivittalis
- Pagyda tremula
- Pagyda trivirgalis
- Pagyda xanthialis